# Nicole Gontier
Pour les articles homonymes, voir Gontier.
Nicole Gontier, née le 17 novembre 1991 à Aoste, est une biathlète italienne. Elle monte sur un podium individuel de Coupe du monde en 2015.

## Carrière
Originaire de Champorcher, Nicole Gontier est entrée en équipe nationale de biathlon, au cours de l'année 2007 et a pris son premier départ en Coupe du monde à Östersund en 2012. Elle a participé à quatre éditions des Championnats du monde, dont celle de 2013, où elle prend le bronze au relais en compagnie de Michela Ponza, Karin Oberhofer et Dorothea Wierer et de 2015, où elle est de nouveau en bronze au relais.
Aux Jeux olympiques d'hiver de 2014, elle est 54e du sprint, 49e de la poursuite, 45e de l'individuel et 6e du relais.
Lors de la saison 2014-2015, elle termine pour la première fois dans le top 10 avec une huitième place au sprint de Pokljuka, améliorant ce résultat lors du sprint d'Oberhof quelques semaines plus tard en terminant troisième, signant son premier podium.
Aux Jeux olympiques d'hiver de 2018, elle est 44e du sprint, 48e de la poursuite, 38e de l'individuel et 9e du relais. En 2018, elle monte sur deux nouveaux podiums en relais à Ruhpolding et Holmenkollen dans la Coupe du monde.

## Palmarès

### Jeux olympiques
| Épreuve / Édition                | Individuel | Sprint | Poursuite | Départ en masse | Relais | Relais mixte |
| Jeux olympiques 2014 Sotchi      | 45e        | 54e    | 49e       | —               | 6e     | —            |
| Jeux olympiques 2018 Pyeongchang | 38e        | 44e    | 48e       | —               | 9e     | —            |

Légende :
- : première place, médaille d'or
- : deuxième place, médaille d'argent
- : troisième place, médaille de bronze
- — : Non disputée par Gontier

### Championnats du monde
| Épreuve / Édition         | Individuel | Sprint | Poursuite | Départ en masse | Relais                    | Relais mixte |
| Mondiaux 2012 Ruhpolding  | 68e        | 79e    | —         | —               | 12e                       | —            |
| Mondiaux 2013 Nové Město  | —          | 50e    | 59e       | —               | Médaille de bronze, monde | —            |
| Mondiaux 2015 Kontiolahti | 35e        | 67e    | —         | —               | Médaille de bronze, monde | —            |
| Mondiaux 2019 Östersund   | 69e        | 52e    | 48e       | —               | 10e                       | —            |

Légende :

 : première place, médaille d'or

 : deuxième place, médaille d'argent

 : troisième place, médaille de bronze

 : épreuve inexistante à cette date

DNF : n'a pas terminé l'épreuve

### Coupe du monde
- Meilleur classement général : 35e en 2015.
- 1 podium individuel : 1 troisième place.
- 5 podiums en relais : 2 deuxièmes places et 3 troisièmes places.

 Dernière mise à jour à l'issue de la saison 2018-2019 

#### Classements en Coupe du monde
| Saison    | Classement général final | Individuel | Sprint | Poursuite | Mass start |
| 2011-2012 | nc                       | nc         | nc     |           |            |
| 2012-2013 | 54e                      | nc         | 48e    | 47e       |            |
| 2013-2014 | 51e                      | 51e        | 49e    | 48e       |            |
| 2014-2015 | 35e                      | 31e        | 36e    | 50e       | 23e        |
| 2015-2016 | nc                       | nc         | nc     |           |            |
| 2016-2017 | nc                       | nc         | nc     | nc        |            |
| 2017-2018 | 61e                      | nc         | 64e    | 61e       | 40e        |
| 2018-2019 | 44e                      | nc         | 45e    | 31e       | 48e        |
| 2019-2020 | 78e                      | nc         | 70e    | 75e       |            |
| 2020-2021 | nc                       | nc         | nc     |           |            |

### Championnats du monde junior
- 3 médailles en relais : 2 en argent (2011 et 2012) et 1 en bronze (2009, jeunesse).

### Championnats d'Europe junior
- Médaille de bronze de l'individuel en 2011.

### Championnats du monde de biathlon d'été
- Médaille d'argent du relais mixte en 2013.

### Jeux mondiaux militaires d'hiver
| Épreuve / Édition   | Annecy 2013 |
| Patrouille féminine | Argent      |